# Brand New Man
Brand New Man è il primo album in studio del duo di musica country statunitense Brooks & Dunn, pubblicato nel 1991.

## Tracce
1. Brand New Man – 2:59
2. My Next Broken Heart – 2:56
3. Cool Drink of Water – 3:07
4. Cheating on the Blues – 2:52
5. Neon Moon – 4:21
6. Lost and Found - 3:48
7. I've Got a Lot to Learn – 2:55
8. Boot Scootin' Boogie – 3:18
9. I'm No Gook – 3:08
10. Still in Love with You – 3:35